# 卡埃特斯
卡埃特斯是巴西伯南布哥州的一个市镇。总面积323平方公里，总人口26010人，人口密度80.5人/平方公里。